# گوستاف آشافنبورگ
گوستاف آشافنبورگ (آلمانی: Gustav Aschaffenburg؛ ۲۳ مهٔ ۱۸۶۶ – ۲ سپتامبر ۱۹۴۴) یک روان‌پزشک و استاد دانشگاه اهل آلمان بود.
او دکترای پزشکی خود را از دانشگاه استراسبورگ دریافت داشت و رسالهٔ دکترایش را در زمینهٔ دلیریوم ترمنس نوشت. کمی بعد دستیار امیل کرپلین در یک درمانگاه دانشگاهی در هایدلبرگ شد و سپس به تحصیل در زمینه روان‌پزشکی در دانشگاه مارتین لوتر هاله-ویتنبرگ و دانشگاه کلن پرداخت.
در دوران حکومت نازی‌ها در آلمان، آشافنبورگ مجبور به مهاجرت به ایالات متحده آمریکا گردید و استاد دانشگاه کاتولیک آمریکا و دانشگاه جانز هاپکینز شد.
گوستاف آشافنبورگ یکی از پیشگامان حوزه‌های جرم‌شناسی و روان‌پزشکی قضایی بود. وی از مخالفان نظریهٔ «مجرم مادرزاد» چزاره لومبروزو بود و آن را رد کرد. کتاب مشهور او «جرم و مبارزه با آن» در سال ۱۹۰۳ به زبان انگلیسی و بعدها به زبان سوئدی ترجمه شد.